# 马格努斯·赫希菲尔德
马格努斯·赫希菲尔德（德語：Magnus Hirschfeld，1868年5月14日—1935年5月14日），德国犹太裔内科医生和性学家。他认为同性恋是第三性，即介于男性于女性之间的中性，而不是一种疾病。且曾公开承认自己是同性恋者。后人称为“性爱恩斯坦”。

## 生平
1868年，马格努斯·赫希菲尔德出生于普鲁士的波罗的海港口城市科爾貝格（今波兰科沃布热格）的一个阿什肯納茲猶太人家庭。1887年进入布雷斯勞（今波兰弗罗茨瓦夫）学习比较语言学和哲学，后转为医学。1893年获得医学博士学位。
1897年，赫希菲尔德在柏林创办了世界上第一个“科學人道委員會”组织，为同性恋者争取权利，使德国在法律上废除了反同性恋法和对男性同性恋者的监禁。
1910年出版的《异装症》一书用术语“异装癖者”（transvestism）首次将“异装癖者”与同性恋者区分出来。

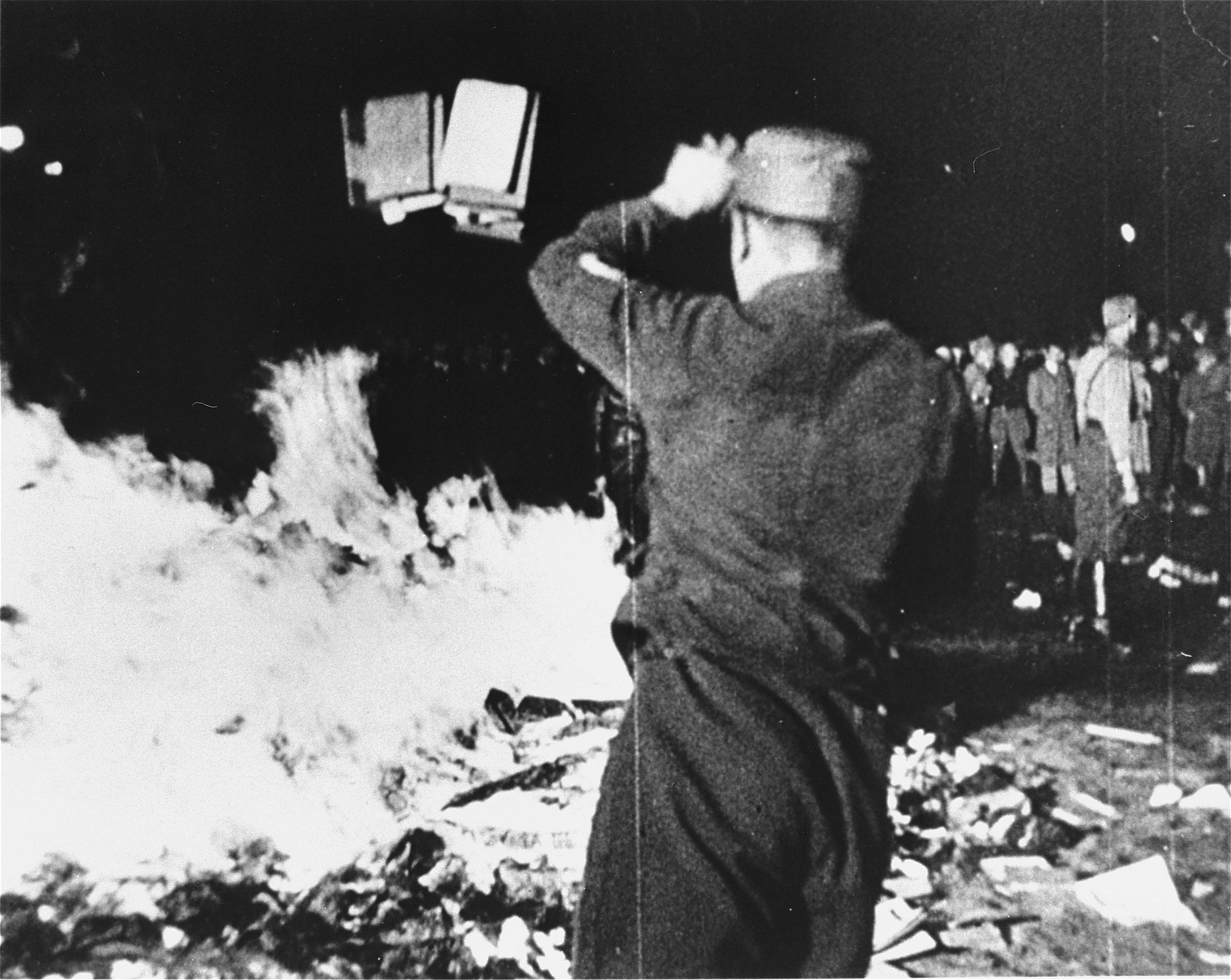
1933年5月，纳粹分子烧毁马格努斯·赫希菲尔德创办的性学研究所。

1913年在柏林与布洛赫（Iwan Bloch）、摩尔（Albert Eulenburg）等人创建了第一个“性医学和优生学会”。
1914年出版《同性爱》，被誉为同性恋的百科全书。
1919年在柏林创办了“性学研究所”，其中收藏了大量的对性研究有关的书籍和材料，而且为世界各国医学界所肯定。但后来于1933年5月6日被德国纳粹分子所烧毁，大量有价值的书本、资料、图片被焚毁，因当时马格努斯·赫希菲尔德在国外而逃过迫害。后来有人尝试重建该研究所，但未能成功。
1930至32年开始他的环球旅行。曾经到过美国、日本、中国、印度、菲律宾、印度尼西亚、埃及、巴基斯坦等国家，并在各地进行演讲。
1935年5月14日于法国尼斯逝世。

## 主要著作
- 《萨芙与苏格拉底》（英译本名《怎样解释男人和女人爱同性者》），1896年以笔名出版
- 《男性同性恋和女性同性恋》（Die Homosexualität des Mannes und des Weibes），Verlag Louis Marcus, 柏林，1914年
- 《性病理学》（Sexualpathologie. Ein Lehrbuch für Ärzte und Studierende）三卷本，波恩，1917–1920年
- 《性知识》（Geschlechtskunde, auf Grund dreissigjähriger Forschung und Erfahrung bearbeitet.）五卷本，斯图加特，1926–1930年
  - 卷一：Die körperlichen Grundlagen
  - 卷二：Folgen und Folgerungen
  - 卷三：Ausblicke
  - 卷四：Bilderteil
  - 卷五：Register

## 传记
- Steakley, James D. The Writings of Magnus Hirschfeld: A Bibliography. (1985).
- 《中国性学百科全书》页31-32：赫希菲尔德，M. 条目